# Apostolska nunciatura na Marshallovih otokih
Apostolska nunciatura na Marshallovih otokih je diplomatsko prestavništvo (veleposlaništvo) Svetega sedeža na Marshallovih otokih.
Trenutni (april 2025) apostolski nuncij je Gábor Pintér.

## Seznam apostolskih nuncijev
- Patrick Coveney (27. april 1996–25. januar 2005)
- Charles Daniel Balvo (1. april 2005–17. januar 2013)
- Martin Krebs (3. maj 2014–16. junij 2018)
- Novatus Rugambwa (30. november 2019–27. julij 2024)
- Gábor Pintér (12. april 2025–danes)